# جيمي دوغديل
جيمي دوغديل (بالإنجليزية: Jimmy Dugdale)‏ هو لاعب كرة قدم بريطاني في مركزي قلب الدفاع والوسط، ولد في 15 يناير 1932 في ليفربول في المملكة المتحدة، وتوفي في 25 فبراير 2008 في إنجلترا في المملكة المتحدة. شارك مع منتخب إنجلترا لكرة القدم الرديف. أما مع النوادي، فقد لعب مع أستون فيلا وكوينز بارك رينجرز ووست بروميتش ألبيون.